# Фуентес (Куенка)
Фуентес (ісп. Fuentes) — муніципалітет в Іспанії, у складі автономної спільноти Кастилія-Ла-Манча, у провінції Куенка. Населення — 514 осіб (2010).
Муніципалітет розташований на відстані близько 150 км на схід від Мадрида, 17 км на південний схід від Куенки.

## Демографія
Динаміка населення (INE ):